# Eria gobiensis
Eria gobiensis är en orkidéart som beskrevs av Rudolf Schlechter. Eria gobiensis ingår i släktet Eria och familjen orkidéer. Inga underarter finns listade i Catalogue of Life.